# Stanley Johnson (écrivain)
Pour les articles homonymes, voir Johnson et Stanley Johnson.
Stanley Patrick Johnson, né le 18 août 1940 à Penzance (Cornouailles), est un écrivain et une personnalité politique britannique, de nationalité française depuis 2022.
Auteur de nombreux ouvrages, il fut également membre du Parlement européen pour le Parti conservateur. Il est le père de l’ancien Premier ministre britannique Boris Johnson.

## Biographie

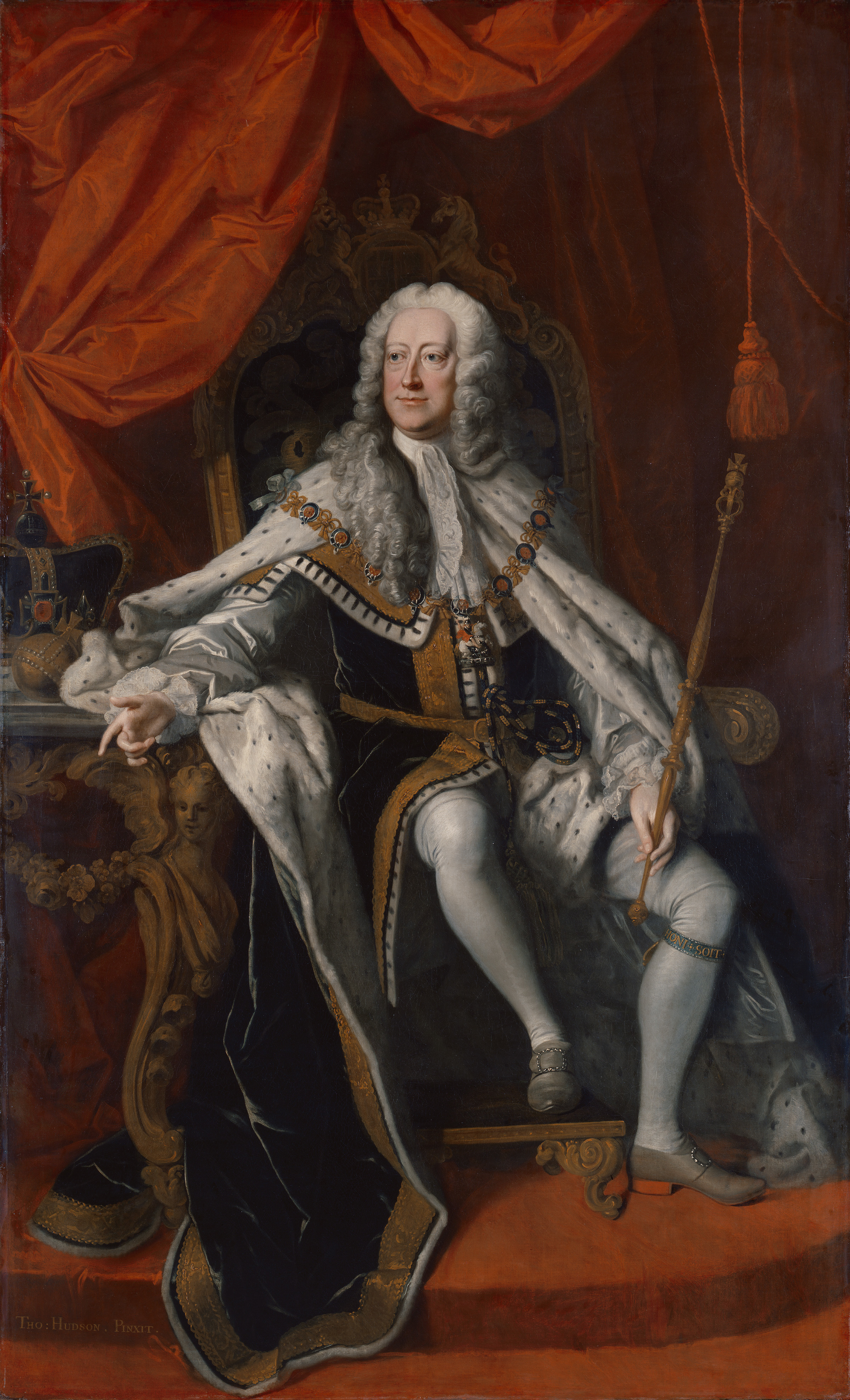
George II, ascendant des Johnson.

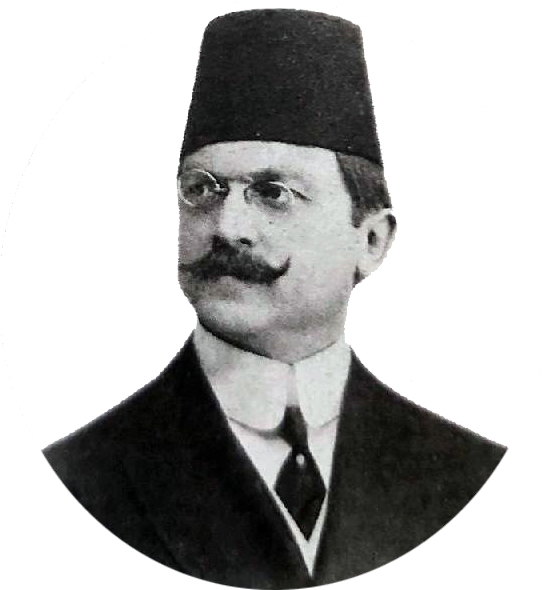
Ali Kemal, ministre de l'Intérieur ottoman en 1919 et grand-père paternel de Stanley Johnson.

Il est le fils d'Osman Kemal (plus tard connu sous le nom de Wilfred Johnson) et d'Irene Williams (arrière-petite-fille de Sir George Williams).
Marié en 1963 à l'artiste Charlotte Johnson Wahl (en) (née Fawcett), la fille de Sir James Fawcett (en), éminent avocat et président de la Commission européenne des droits de l'homme (anobli en 1984), il a eu quatre enfants : l'ancien Premier ministre du Royaume-Uni, Boris Johnson, Rachel Johnson (en), journaliste un temps rédactrice en chef du magazine The Lady, Jo Johnson, homme politique membre du Parlement pour Orpington depuis 2010 ainsi que membre du gouvernement de son frère et Leo Johnson, réalisateur de cinéma et entrepreneur.
Il est fonctionnaire à la Commission européenne à partir de 1973, d'abord en tant que directeur de la division Prévention de la pollution et des nuisances, puis dès 1977 en tant que conseiller du directeur du Service de protection de l'environnement et des consommateurs.
En 1979, il est élu député européen lors des premières élections du Parlement européen au suffrage universel direct, pour la circonscription de Hants East et Isle of Wight. Cette même année, il divorce Charlotte Fawcett. Il se marie encore, avec Jennifer Kidd, en 1981. Il a eu deux autres enfants par elle.
En 1984, il retourne à la Commission européenne et y reste jusqu'en 1990.
En 2016, il a voté contre le Brexit.
En décembre 2017, il participe à la 17e saison anglaise de l’émission I'm a Celebrity… Get Me Out of Here!, dans laquelle il reste 18 jours en compétition. Sa fille Rachel participera en janvier 2018 à Celebrity Big Brother.
À la suite du Brexit, il demande, le 22 mars 2020, la nationalité française, ce qu'il confirme le 30 décembre 2020. Il l'obtient le 19 mai 2022.

## Œuvres
- Gold Drain (1967, Heinemann)
- Panther Jones for President (1968, Heinemann)  (ISBN 0-434-37701-5)
- Life without Birth: A Journey Through the Third World in Search of the Population Explosion (1970, Heinemann)  (ISBN 0-434-37702-3)
- The Green Revolution (1972, Hamilton)  (ISBN 0-241-02102-2)
- The Population Problem (1973, David & C)  (ISBN 0-7153-6282-8)
- The Politics of Environment (1973, T Stacey)  (ISBN 0-85468-298-8)
- The Urbane Guerilla (1975, Macmillan)  (ISBN 0-333-17679-0)
- Pollution Control Policy of the EEC (1978, Graham & Trotman)  (ISBN 0-86010-136-3)
- The Doomsday Deposit (1979, EP Dutton)  (ISBN 0-525-09468-7)
- The Marburg Virus (1982, Heinemann)  (ISBN 0-434-37704-X)
- Tunnel (1984, Heinemann)  (ISBN 0-434-37705-8)
- Antarctica: The Last Great Wilderness (1985, Weidenfeld & N)  (ISBN 0-297-78676-8)
- The Commissioner (1987, Century)  (ISBN 0-7126-1587-3)
- World Population and the United Nations (1987, Cambridge UP)  (ISBN 0-521-32207-3)
- Dragon River (1989, Frederick Muller)  (ISBN 0-09-173526-2)
- The Earth Summit: The United Nations Conference on Environment and Development (UNCED) (1993, Kluwer Law International)  (ISBN 978-1-85333-784-0)
- World Population - Turning the Tide (1994, Kluwer Law International)  (ISBN 1-85966-046-0)
- The Environmental Policy of the European Communities (1995, Kluwer Law International)  (ISBN 90-411-0862-9)
- The Politics of Population: Cairo, 1994 (1995, Earthscan)  (ISBN 1-85383-297-9)
- Icecap (1999, Cameron May)  (ISBN 1-874698-67-8)
- Stanley I Presume (2009, Fourth Estate Ltd)  (ISBN 0-00-729672-X)
- Survival: Saving Endangered Migratory Species [co-authored with Robert Vagg] (2010, Stacey International)  (ISBN 1-906768-11-0)
- Where the Wild Things Were: Travels of a Conservationist (2012, Stacey International)  (ISBN 1-906768-87-0)
- UNEP The First 40 Years; A Narrative by Stanley Johnson (2012, United Nations Environment Programme)  (ISBN 978-92-807-3314-3)
- Stanley I Resume (2014, Biteback)  (ISBN 978-1-84954-741-3)
- Kompromat (2017, Point Blank)  (ISBN 978-1-78607-246-7)